# Wallace (cráter marciano)

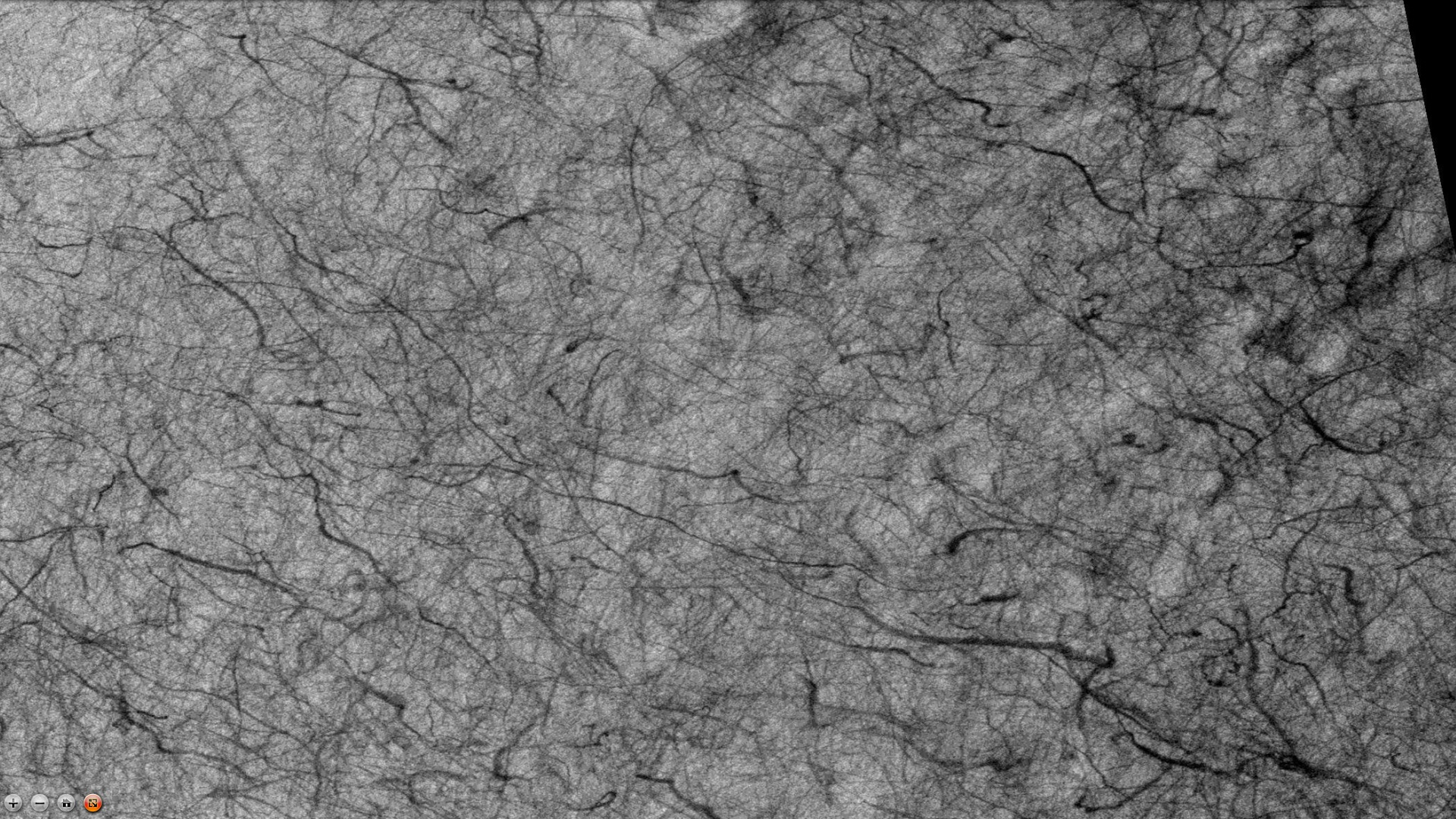
Marcas de torbellino sobre el fondo del cráter Wallace (imagen de la cámara CTX a bordo del Mars Reconnaissance Orbiter).

Wallace es un cráter de impacto situado en el cuadrángulo Hellas del planeta Marte. Sus coordenadas son 52.9° Sur de latitud y 249.4° Oeste de longitud, y tiene un diámetro de 173.0 km. Su nombre fue aprobado en 1973 por la Unión Astronómica Internacional en memoria de Alfred Russel Wallace.
Entre los cráteres cercanos se encuentran Secchi al suroeste y Tikhov casi al noroeste.
El cráter se superpone sobre un cráter sin nombre, cubriendo cerca de medio diámetro al oeste y al norte. Algunas elevaciones dominan al sur otro cráter más pequeño, también sin nombre.
| [[File:Wikiwallacefloor.jpg\|1200px\|alt={{{Alt\|{{{descripción}}}]]                                                                                    |
| Cráter Wallace, fotografía de la cámara CTX a bordo del Mars Reconnaissance Orbiter. Centro del cráter (El norte, hacia la izquierda de la fotografía). |